# 高坂 (君津市)
高坂（こうさか）は、千葉県君津市の地名。丁番を持たない単独町名で、郵便番号は299-1165。

## 地理
市内北西部の小糸川下流右岸に位置する。JR内房線君津駅の北東側に位置する小規模な地区で、地内は住宅地が広がる。
北で陽光台、東から南にかけて北久保、西で東坂田・坂田とそれぞれ隣接する（いずれも君津市）。

## 歴史
元は大字久保の一部で、1978年に北久保・南久保とともに分離、単独の町として成立した。

### 沿革
- 1978年（昭和53年）12月1日 - 君津市大字久保の一部で住居表示実施[4]、高坂成立。

## 世帯数と人口
2017年（平成29年）10月31日現在の世帯数と人口は以下の通りである。
| 大字 | 世帯数 | 人口  |
| ---- | ------ | ----- |
| 高坂 | 72世帯 | 148人 |

## 小・中学校の学区
市立小・中学校に通う場合、学区は以下の通りとなる。
| 番地 | 小学校             | 中学校               |
| ---- | ------------------ | -------------------- |
| 全域 | 君津市立周西小学校 | 君津市立周西南中学校 |

## 交通
地内を通る鉄道路線はない。最寄駅はJR内房線君津駅。

### バス
- 日東交通
  - 君津市内循環線 君津駅北口 - 高坂 - 君津製鐵所 - 大和田 - 君津駅北口 - 君津市役所 - 八重原社宅（循環ルート）

このほか、東端を日東交通畑沢線、南西端を君津市コミュニティバス人見・大和田・神門線が通過するが、バス停はない。

### 道路
一般県道
- 千葉県道159号君津大貫線

## 施設
- 君津保育園
- 君津市高坂青年館

公立小学校の学区は全域で君津市立周西小学校、公立中学校は君津市立周西南中学校。